# Eduard Pütsep
Eduard Pütsep (Vastseliina, Võrumaa, 21 de outubro de 1898 — Kuusamo, 22 de agosto de 1960) foi um lutador de luta greco-romana estoniano.

## Carreira
Foi vencedor da medalha de ouro na categoria até 58 kg em Paris 1924.